# كارلوس إيشفاريا
كارلوس إيشفاريا (بالإسبانية: Carlos Echevarría)‏ هو ممثل أرجنتيني، ولد في 8 ديسمبر 1973 في Carcarañá ‏ في الأرجنتين.

## وصلات خارجية
- كارلوس إيشفاريا على موقع IMDb (الإنجليزية)
- كارلوس إيشفاريا على موقع ألو سيني (الفرنسية)
- كارلوس إيشفاريا على موقع قاعدة بيانات الفيلم (الإنجليزية)
- كارلوس إيشفاريا على موقع كينوبويسك (الروسية)